# Copa América de Futsal Femenina 2025
La Copa América de Futsal Femenina 2025, también conocida como CONMEBOL Copa América Futsal Femenina 2025, fue la IX edición del certamen continental de selecciones femeninas de futsal desde que este se celebra bajo el reglamento FIFA.
Esta edición también sirvió para determinar la clasificación del Mundial femenino de 2025 en su primera edición, al cual obtuvieron su plaza las tres primeras selecciones del certamen.

## Equipos participantes
Las diez selecciones de los miembros de la Conmebol  participaron del torneo. El sorteo se realizó el 11 de noviembre de 2024.
| Equipos participantes | Equipos participantes | Equipos participantes | Equipos participantes | Equipos participantes |
| --------------------- | --------------------- | --------------------- | --------------------- | --------------------- |
| Argentina             | Brasil                | Colombia              | Paraguay              | Uruguay               |
| Bolivia               | Chile                 | Ecuador               | Perú                  | Venezuela             |

### Plantillas de jugadoras
Cada selección puede inscribir hasta 14 jugadoras para jugar el campeonato.
| Argentina | Bolivia | Brasil | Chile | Colombia |
| --- | --- | --- | --- | --- |
| - 1 Trinidad D'Andrea - 2 Ceci López - 3 Lucía Rossi - 4 (Tana) Florentín - 5 Melina Quevedo - 6 Jazmín Della Vedova - 7 Luciana Natta - 8 (Becha) Carina Núñez - 9 Anita Ontiveros - 10 Silvina Nava - 11 Agostina Chiesa - 12 Silvia Espinazo - 13 Mailen Romero - 14 Alejandra Giménez | - 1 Kimbely López - 2 Desiree Nava - 3 Briseida Orellana - 4 Sonia Turihuano - 5 Alexandra Montalvo - 6 Dayana Jiménez - 7 Yoselín Portales - 8 Ingrid Siles - 10 Martha Churra - 11 (Coquito) María Gálvez - 12 Ruth Copa - 13 Ana Rojas - 14 Wendy Baltazar | - 1 Jozi Oliveira - 2 Debora Vanin - 3 Bianca Castagnaro - 4 Tati Debiase - 5 (Tampa) Lediane Marcolan - 6 Bia Souza - 7 Diana Santos - 8 Nati Detoni - 9 Emilly Marcondes - 10 Luciléila Renner - 11 Camila Costa - 12 Amandinha - 13 Natalinha - 14 Ana Luiza   | - 1 Valeria Rojas - 2 Sara Allendes - 3 Emilly Muñoz - 4 Francisca Puma - 5 Josefina Gómez - 6 Nadia Toro - 7 Daniela Panguinao - 8 Vilma Ruiz - 9 Muriel Araneda - 10 Rocío Maira - 11 Giselle Huerta - 12 Génesis Gómez - 13 Daniela Gómez - 14 Nancy Álvarez                   | - 1 Paula Valencia - 2 Laura Bustos - 3 Sonia Avendaño - 4 Isabella Mosquera - 5 Valentina Rodríguez - 6 Yaqueline Apráez - 7 Merlín Salcedo - 8 Daniela Camargo - 9 Nicolle Mancilla - 10 Melissa Jaimes - 11 Dayana Rivera - 12 Nicole Cardona - 13 Karen Torres - 14 Mariana Restrepo    |
| Ecuador | Paraguay | Perú | Uruguay | Venezuela |
| - 1 Darla Lara - 2 Ingrid Rodríguez - 3 Kelly Bone - 4 Tammy Chilambo - 5 Sara Garcés - 6 Jessica Quizhpilema - 7 Iris Reyes - 8 Michelle Fernández - 9 Andrea Ochoa - 10 Cinthia Bone - 11 Ana Ñacashag - 12 Ana Villarreal - 13 Emilly Tomala - 14 Karol Guzhñay                        | - 1 Sara Silva - 2 Verónica Vallejos - 3 Jazmín Armoa - 4 Diana Benítez - 5 Jamila Acosta - 6 Cinthia Arévalo - 7 Claudia Romero - 8 Lorena Britez - 9 Karina Sosa - 10 Pao Britez - 11 Nataly Lezcano - 12 Jessica Franco - 13 Perla Bareiro - 14 Liz Ortiz  | - 1 Madelyne Huamani - 2 Kely Peralta - 3 Rosa Mejia - 4 Amparo Chuquival - 5 Keyly Peralta - 6 Ana Alva - 7 Stephannie Vásquez - 8 María Valentín - 9 Kiara Gonzales - 10 Grace Soto - 11 Nayeli Conde - 12 Yoselín Medrano - 13 Xiorama Escudero - 14 Lucy Meza | - 1 Inés Lupano - 2 Ailin Silvera - 3 Antonella Perdomo - 4 Shamila González - 5 Celeste Santana - 6 Valentina Márquez - 7 Stefanie Suárez - 8 Jimena Álvez - 9 Maura Scaletti - 10 Jennifer Clara - 11 Naiara Ferrari - 12 Victoria Pérez - 13 Federica Silvera - 14 Faty Villar | - 1 Emilly Brito - 2 Verónica da Silva - 3 Cinthia Zarabia - 4 Mariannys Rodríguez - 5 Roraima Vielma - 6 Cristina Rivas - 7 Zharit Fuentes - 8 Carla Crespo - 9 Franceska Palencia - 10 Yilvi Conde - 11 Mariangela Magdaleno - 12 Marinel Arguizones - 13 Génesis Vega - 14 Adrianny Luna |

## Resultados

### Grupo A
| Grupo A   | Pts | J | G | E | P | GF | GC | Dif |
| --------- | --- | - | - | - | - | -- | -- | --- |
| Brasil    | 12  | 4 | 4 | 0 | 0 | 29 | 1  | +28 |
| Paraguay  | 9   | 4 | 3 | 0 | 1 | 10 | 9  | +1  |
| Ecuador   | 6   | 4 | 2 | 0 | 2 | 11 | 21 | -10 |
| Venezuela | 3   | 4 | 1 | 0 | 3 | 6  | 11 | -5  |
| Bolivia   | 0   | 4 | 0 | 0 | 4 | 5  | 19 | -14 |

| 22 de marzo de 2025 | Brasil | 9:1 (4:0) | Bolivia            | Arena Sorocaba, Sorocaba                |                                         |
| 13:15 (UTC-3)       | Lucileila 8' · Ana Luiza 11' · Diana 13' · Emilly Marcondes 19' 26' · Camila Silva 22' 40' · Amandinha 24' · Taty 34' | Reporte   | Coquito Galvez 36' | Árbitro(s): Johanna Vega Nataly Giraldo | Árbitro(s): Johanna Vega Nataly Giraldo |

| 22 de marzo de 2025 | Ecuador                                    | 2:5 (1:4) | Paraguay                                      | Arena Sorocaba, Sorocaba              |                                       |
| 20:00 (UTC-3)       | Andrea Ochoa 19' · Jessica Quizhpilema 35' | Reporte   | Pao Brítez 3' 15' 16' 21' · Jamila Acosta 16' | Árbitro(s): Lorena Sánchez Lady Muñoz | Árbitro(s): Lorena Sánchez Lady Muñoz |

- Equipo libre:  Venezuela.

| 23 de marzo de 2025 | Bolivia | 0:3 (0:1) | Venezuela                                             | Arena Sorocaba, Sorocaba                  |                                           |
| 17:45 (UTC-3)       |         | Reporte   | Ana Rojas 2' · Cristina Rivas 25' · Adrianny Luna 35' | Árbitro(s): Yendis Montalvo Valeria Palma | Árbitro(s): Yendis Montalvo Valeria Palma |

| 23 de marzo de 2025 | Ecuador | 0:11 (0:5) | Brasil | Arena Sorocaba, Sorocaba                 |                                          |
| 20:00 (UTC-3)       |         | Reporte    | Diana 1' 35' · Nati Detoni 3' 7' · Ana Luiza 19' · Tampa 20' · Emily Marcondes 27' · Bia 31' · Tampa 33' · Lucileia 36' | Árbitro(s): Naudy Giménez Aldana Arrieta | Árbitro(s): Naudy Giménez Aldana Arrieta |

- Equipo libre:  Paraguay.

| 24 de marzo de 2025 | Bolivia                                                      | 3:5 (1:3) | Ecuador                                                   | Arena Sorocaba, Sorocaba           |                                    |
| 17:45 (UTC-3)       | Martha Chura 4' · Dayana Jiménez 29' · Briseyda Orellana 39' | Reporte   | Kelly Bone 3' · Sara Garcés 8' 38' · Andrea Ochoa 13' 32' | Árbitro(s): Lady Muñoz Paula López | Árbitro(s): Lady Muñoz Paula López |

| 24 de marzo de 2025 | Venezuela         | 1:3 (1:0) | Paraguay                                                       | Arena Sorocaba, Sorocaba                   |                                            |
| 20:00 (UTC-3)       | Roraima Vielma 9' | Reporte   | Claudia Romero 25' · Diana Benítez 27' · Verónica Vallejos 34' | Árbitro(s): Estefania Pinto Nataly Giraldo | Árbitro(s): Estefania Pinto Nataly Giraldo |

- Equipo libre:  Brasil.

| 26 de marzo de 2025 | Venezuela                                  | 2:4 (1:1) | Ecuador                                                       | Arena Sorocaba, Sorocaba                 |                                          |
| 17:45 (UTC-3)       | Yilvi Conde 10' · Mariangela Magdaleno 21' | Reporte   | Andrea Ochoa 14' 21' · Ingrid Rodríguez 39' · Sara Garcés 40' | Árbitro(s): Johanna Vega Mercedes Guzmán | Árbitro(s): Johanna Vega Mercedes Guzmán |

| 26 de marzo de 2025 | Paraguay | 0:5 (0:3) | Brasil                                        | Arena Sorocaba, Sorocaba                  |                                           |
| 20:00 (UTC-3)       |          | Reporte   | Tampa 8' 9' 19' · Nati Detoni 25' · Vanin 38' | Árbitro(s): Valeria Palma Yendis Montalvo | Árbitro(s): Valeria Palma Yendis Montalvo |

- Equipo libre:  Bolivia.

| 27 de marzo de 2025 | Brasil                                     | 4:0 (2:0) | Venezuela | Arena Sorocaba, Sorocaba                   |                                            |
| 17:45 (UTC-3)       | Vanin 2' · Lucileia 5' · Amandinha 31' 40' |           |           | Árbitro(s): Aldana Arrieta Estefania Pinto | Árbitro(s): Aldana Arrieta Estefania Pinto |

| 27 de marzo de 2025 | Paraguay                               | 2:1 (0:1) | Bolivia              | Arena Sorocaba, Sorocaba                 |                                          |
| 20:00 (UTC-3)       | Cinthia Arévalo 25' · Paola Brítez 32' | Reporte   | Yoselin Portales 17' | Árbitro(s): Lorena Sánchez Naudy Gimenez | Árbitro(s): Lorena Sánchez Naudy Gimenez |

- Equipo libre:  Ecuador.

### Grupo B
| Grupo B   | Pts | J | G | E | P | GF | GC | Dif |
| --------- | --- | - | - | - | - | -- | -- | --- |
| Argentina | 10  | 4 | 3 | 1 | 0 | 18 | 3  | +15 |
| Colombia  | 8   | 4 | 2 | 2 | 0 | 16 | 4  | +12 |
| Uruguay   | 7   | 4 | 2 | 1 | 1 | 11 | 5  | +4  |
| Chile     | 3   | 4 | 1 | 0 | 3 | 4  | 9  | -5  |
| Perú      | 0   | 4 | 0 | 0 | 4 | 2  | 28 | -26 |

| 22 de marzo de 2025 | Argentina                                                                     | 4:0 (1:0) | Chile | Arena Sorocaba, Sorocaba                 |                                          |
| 15:30 (UTC-3)       | Mailén Romero 14' · Agostina Chiesa 27' · Becha 28' · Jazmín Della Vedova 33' | Reporte   |       | Árbitro(s): Astrid Mendoza Tayana Moreno | Árbitro(s): Astrid Mendoza Tayana Moreno |

| 22 de marzo de 2025 | Perú                   | 1:5 (1:3) | Uruguay                                                                             | Arena Sorocaba, Sorocaba                  |                                           |
| 17:45 (UTC-3)       | Stephannie Vásquez 10' | Reporte   | Shamila González 1' · Maura Scaletti 6' 38' · Jimena Álvez 12' · Stefany Suárez 35' | Árbitro(s): Fany Martinez Edit Labrandero | Árbitro(s): Fany Martinez Edit Labrandero |

- Equipo libre:  Colombia.

| 23 de marzo de 2025 | Chile           | 1:2 (0:0) | Colombia                                 | Arena Sorocaba, Sorocaba                  |                                           |
| 13:15 (UTC-3)       | Rocío Maira 29' | Reporte   | Merlin Salcedo 21' · Nicole Mancilla 40' | Árbitro(s): Juliana Angelo Jennifer Muñoz | Árbitro(s): Juliana Angelo Jennifer Muñoz |

| 23 de marzo de 2025 | Perú | 0:10 (0:6) | Argentina | Arena Sorocaba, Sorocaba                       |                                                |
| 15:30 (UTC-3)       |      | Reporte    | Silvina Nava 4' 27' · Tana Florentín 5' 14' · Ceci López 8' · Lucía Rossi 18' · Della Vedova 19' · Becha 30' 37' · Anita Ontiveros 32' | Árbitro(s): Oriana Zambrano Gema Villavicencio | Árbitro(s): Oriana Zambrano Gema Villavicencio |

- Equipo libre:  Uruguay.

| 24 de marzo de 2025 | Chile                            | 2:1 (0:0) | Perú               | Arena Sorocaba, Sorocaba                |                                         |
| 13:15 (UTC-3)       | Vilma Ruiz 22' · Rocío Maira 38' | Reporte   | Kiara Gonzales 35' | Árbitro(s): Maria Cáceres Martha Quispe | Árbitro(s): Maria Cáceres Martha Quispe |

| 24 de marzo de 2025 | Colombia                                | 2:2 (2:2) | Uruguay                                 | Arena Sorocaba, Sorocaba                  |                                           |
| 15:30 (UTC-3)       | Nicole Mancilla 5' · Melissa Jaimes 20' | Reporte   | Naiara Ferrari 12' · Maura Scaletti 12' | Árbitro(s): Anelize Schulz Astrid Mendoza | Árbitro(s): Anelize Schulz Astrid Mendoza |

- Equipo libre:  Argentina.

| 26 de marzo de 2025 | Colombia | 11:0 (3:0) | Perú | Arena Sorocaba, Sorocaba                  |                                           |
| 13:15 (UTC-3)       | Daniela Camargo 6' 18' 21' 36' · Nicole Mancilla 14' 31' 33' 39' · Alejandra Apraez 35' · Danna Rodríguez 39' | Reporte    |      | Árbitro(s): Tayana Moreno Edit Labrandero | Árbitro(s): Tayana Moreno Edit Labrandero |

| 26 de marzo de 2025 | Uruguay                                  | 2:3 (1:1) | Argentina                                | Arena Sorocaba, Sorocaba                |                                         |
| 15:30 (UTC-3)       | Federica Silvera 4' · Maura Scaletti 24' | Reporte   | Silvina Nava 15' · Luciana Natta 28' 33' | Árbitro(s): Maria Cáceres Fany Martinez | Árbitro(s): Maria Cáceres Fany Martinez |

- Equipo libre:  Chile.

| 27 de marzo de 2025 | Uruguay                                   | 2:1 (0:1) | Chile             | Arena Sorocaba, Sorocaba                  |                                           |
| 13:15 (UTC-3)       | Shamila González 21' · Stefany Suárez 24' | Reporte   | Valeria Rojas 14' | Árbitro(s): Tayana Moreno Edit Labrandero | Árbitro(s): Tayana Moreno Edit Labrandero |

| 27 de marzo de 2025 | Argentina | 1:1 (0:0) | Colombia            | Arena Sorocaba, Sorocaba                  |                                           |
| 15:30 (UTC-3)       | Becha 33' | Reporte   | Nicole Mancilla 37' | Árbitro(s): Anelize Schulz Juliana Angelo | Árbitro(s): Anelize Schulz Juliana Angelo |

- Equipo libre:  Perú.

## Fase final

### Cuadro de desarrollo
|  | Semifinales | Semifinales |           |        | Final         | Final         |  |
|  | 29 de marzo | 29 de marzo |           |        | 30 de abril   | 30 de abril   |  |
|  |             |             |           |        |               |               |  |
|  |             |             |           |        |               |               |  |
|  | Brasil      | 6           |           |        |               |               |  |
|  | Brasil      | 6           |           |        |               |               |  |
|  | Colombia    | 0           |           |        |               |               |  |
|  | Colombia    | 0           |           | Brasil | 3             |               |  |
|  |             |             |           | Brasil | 3             |               |  |
|  |             |             | Argentina | 0      |               |               |  |
|  | Argentina   | 3           | Argentina | 0      |               |               |  |
|  | Argentina   | 3           |           |        |               |               |  |
|  | Paraguay    | 1           |           |        | Tercer puesto | Tercer puesto |  |
|  | Paraguay    | 1           |           |        | Tercer puesto | Tercer puesto |  |
|  |             |             |           |        |               |               |  |
|  |             |             |           |        | Colombia      | 4             |  |
|  |             |             |           |        | Colombia      | 4             |  |
|  |             |             |           |        | Paraguay      | 1             |  |
|  |             |             |           |        | Paraguay      | 1             |  |
|  |             |             |           |        |               |               |  |

|  | Quinto puesto play-off |   |
|  |                        |   |
|  | 30 de marzo            |   |
|  |                        |   |
|  | Ecuador                | 4 |
|  | Ecuador                | 4 |
|  | Uruguay                | 6 |
|  | Uruguay                | 6 |

|  | Séptimo puesto play-off |   |
|  |                         |   |
|  | 29 de marzo             |   |
|  |                         |   |
|  | Venezuela               | 3 |
|  | Venezuela               | 3 |
|  | Chile                   | 0 |
|  | Chile                   | 0 |

|  | Noveno puesto play-off |   |
|  |                        |   |
|  | 29 de marzo            |   |
|  |                        |   |
|  | Bolivia                | 3 |
|  | Bolivia                | 3 |
|  | Perú                   | 0 |
|  | Perú                   | 0 |

### Noveno puesto
| 29 de marzo de 2025 | Bolivia                                   | 3:0 (0:0) | Perú | Arena Sorocaba, Sorocaba                  |                                           |
| 11:00 (UTC-3)       | Martha Chura 21' 38' · Wendy Baltazar 40' | Reporte   |      | Árbitro(s): Nataly Giraldo Astrid Mendoza | Árbitro(s): Nataly Giraldo Astrid Mendoza |

### Séptimo puesto
| 29 de marzo de 2025 | Venezuela                                                             | 3:0 (1:0) | Chile | Arena Sorocaba, Sorocaba |  |
| 19:00 (UTC-3)       | Verónica da Silva 10' · Cristina Rivas 24' · Mariangela Magdaleno 27' | Reporte   |       |                          |  |

### Quinto puesto
| 30 de marzo de 2025 | Ecuador                     | 4:6 (2:4) | Uruguay | Arena Sorocaba, Sorocaba                   |                                            |
| 10:30 (UTC-3)       | Andrea Ochoa 1' 18' 25' 33' | Reporte   | Shamila González 10' · Maura Scaletti 13' · Federica Silvera 18' · Fátima Villar 18' · Celeste Santana 37' · Naiara Ferrari 38' | Árbitro(s): Aldana Arrieta Edit Labrandero | Árbitro(s): Aldana Arrieta Edit Labrandero |

### Semifinales
| 29 de marzo de 2025 | Argentina                                                  | 3:1 (0:1) | Paraguay      | Arena Sorocaba, Sorocaba                  |                                           |
| 13:30 (UTC-3)       | Silvina Nava 28' · Mailén Romero 34' · Anita Ontiveros 40' | Reporte   | Pao Brítez 5' | Árbitro(s): Oriana Zambrano Tayana Moreno | Árbitro(s): Oriana Zambrano Tayana Moreno |

| 29 de marzo de 2025 | Brasil                                                                | 6:0 (3:0) | Colombia | Arena Sorocaba, Sorocaba             |                                      |
| 16:15 (UTC-3)       | Nati Detoni 7' · Vanin 10' · Diana 11' · Natalinha 26' 27' · Taty 30' | Reporte   |          | Árbitro(s): Valeria Palma Lady Muñoz | Árbitro(s): Valeria Palma Lady Muñoz |

### Tercer puesto
| 30 de marzo de 2025 | Colombia                                          | 4:1 (3:1) | Paraguay          | Arena Sorocaba, Sorocaba                   |                                            |
| 13:00 (UTC-3)       | Nicole Mancilla 14' 24' · Daniela Camargo 14' 20' | Reporte   | Lorena Brítez 12' | Árbitro(s): Estefania Pinto Anelize Schulz | Árbitro(s): Estefania Pinto Anelize Schulz |